# Silene graminifolia
Silene graminifolia är en nejlikväxtart som beskrevs av Carl Adolf Otth. Silene graminifolia ingår i släktet glimmar, och familjen nejlikväxter. Inga underarter finns listade i Catalogue of Life.